# Parc de l'indépendance (Hämeenlinna)
Le parc de l'indépendance (finnois : Itsenäisyydenpuisto) est un parc du quartier de Saaristenmäki à  Hämeenlinna en Finlande,.

## Histoire

### Le parc de Bruce
En 1777, le gouverneur Anders de Bruce construit sa résidence sur le côté nord de la place du marché. En 1779, une zone pour le jardin est dégagée au nord de la maison. La résidence  et le jardin sont achevés en 1783. 
Le jardin est un mail menant au château du Häme.

### Le parc de Sibelius
Au début du XIXe siècle, le jardin de Bruce est cédé à deux propriétaires privés et divisé en parties sud et nord. En 1848, le gouverneur Otto Carl Rehbinder loue la partie sud qui est a proximité de la résidence du gouverneur du comté de Häme et y plante une pépinière, qui sera utilisée jusqu'en 1863.
La pépinière devient un parc public. 
Un restaurant est construit dans le parc, qui s'appellera parc aux étoiles jusqu'aux années 1960. 
Le bâtiment du restaurant est détruit par un incendie en 1890. 
En 1964, une statue du compositeur Jean Sibelius est érigée dans le parc. 
Aujourd'hui, le parc s'appelle Parc Sibelius.

### Le jardin du Seurahuone
La partie nord des jardins De Bruce est encore un parc au début du XIXe siècle. 
Elle est située au nord de la résidence du gouverneur. 
Le parc est conçu géométriquement selon le modèle du jardin à la française typique du XVIIIe siècle.
En 1839, on y construit dans un style Empire, le Seurahuone d'Hämeenlinna et la partie nord est nommée jardin du Seurahuone.
Le Seurahuone est un beau et grand bâtiment ayant la plus grande salle de bal de Finlande. 
Le bâtiment a été construit pour les fêtes de la noblesse, et il y a des salles de bal, un restaurant, une salle de musique.
Le Seurahuone sera détruit par un incendie en 1894.

### Du parc de Gadd au parc de l'indépendance
Le jardin qui entourait le Seurahuone est réorganisé en parc public en 1912, et s'appelle alors Parc de Gadd d'après la maison de Magnus Gadd construite sur son bord. 
La maison de Gadd abrite la bibliothèque municipale et plus tard aussi le musée historique de la ville.
Le parc de Gadd s'est progressivement rétréci au fil des constructions.
En 1912, le sauna municipal est construit dans le coin nord-est de l'îlot urbain.
À la fin des années 1930, une école publique est construite dans la moitié Est de l'îlot, et, avec sa cour de récréation, l'école occupe la majeure partie de l'îlot. 
Le parc abrite toujours un bâtiment de transformateur électrique de style fonctionnaliste construit en 1935.
L'actuel parc de l'indépendance est la partie ouest de l'îlot urbain qui a été épargnée par les constructions.
En 1964, est érigé le Mémorial de la bataille de Summa sculpté par Aimo Tukiainen.